# Balduin I de Constantinopol
Balduin I (iulie 1172 – cca. 1205), primul împărat al Imperiului Latin de Constantinopol, conte de Flandra ca Balduin al IX-lea și conte de Hainaut ca Balduin al VI-lea, a fost unul dintre cei mai proeminenți lideri ai Cruciadei a patra, care a avut ca rezultat cucerirea Constantinopolului, cucerirea celei mai mari părți a Imperiului Bizantin (numit pe atunci "Imperiul Romaniei" de către occidentali) și întemeierea Imperiului Latin de Constantinopol. Există și opinia potrivit căreia încheierea acestei cruciade a fost marcată de bătălia de la Adrianopol din 1205 , în care Balduin I a pierdut o confruntare decisivă împotriva țarului Ioniță Caloian, conducătorul statului vlaho-bulgar, și și-a petrecut ultimele zile de viață ca prizonier.

## Biografie

### Primii ani de viață și disputele din familia sa
Balduin a fost fiul contelui Balduin al V-lea de Hainaut și al contesei Margareta I de Flandra, sora contelui Filip de Alsacia . Atunci când Filip de Alsacia, lipsit de moștenitori, a plecat în cruciadă în 1177, l-a desemnat pe cumnatul său Balduin al V-lea ca urmaș al stăpânirilor sale. După un asediu nereușit asupra fortăreței Harim (în sprijinul Principatului de Antiohia), Filip a revenit în Europa în 1179, moment în care regele Ludovic al VII-lea l-a desemnat ca principal sfătuitor al moștenitorului Franței, Filip al II-lea August. Un an mai târziu, Filip a reușit să impună căsătoria dintre noul său protejat și nepoata sa, Elisabeta de Hainaut, oferind Comitatul Artois și alte teritorii flamande ca dotă, spre marea descurajare a lui Balduin al V-lea. În 1180, a izbucnit un război între Filip August (devenit între timp rege al Franței) și mentorul său, având ca rezultat devastarea Picardiei și a provinciei Île-de-France; inițial aliat cu cumnatul său Filip de Alsacia, Balduin al V-lea a trecut ulterior (1184) de partea ginerelui său regal, pentru apărarea intereselor fiicei sale. Temându-se a nu fi încercuit între domeniul regal francez și cel al comitatului de Hainaut, contele Filip de Alsacia a fost nevoit să încheie un tratat de pace cu Filip August și cu Balduin al V-lea la 10 martie 1186, prin care recunoștea cedarea posesiunii Vermandois către regatul Franței (deși menținea titlul comital, chiar dacă doar viager).
Atunci când Filip de Alsacia a murit în 1191, fără moștenitori, el a fost urmat în comitatul de Flandra de către cumnatul său, Balduin al V-lea de Hainaut.
În 1186, la vârsta de 13 ani, Balduin s-a căsătorit cu Marie de Champagne, fiica contelui Henric I de Champagne  Prin Marie, tânărul Balduin a intrat în conexiune cu apărătorii Țării Sfinte, prin aceea că fratele soției, Henric al II-lea de Champagne va fi ales rege al Ierusalimului între 1192 și 1197, înainte de a deceda în Orient și a lăsa o văduvă și două fiice minore care aveau nevoie de ajutor pentru menținerea teritoriilor cruciate din Palestina; de asemenea, doi unchi ai Mariei, regele Richard Inimă de Leu al Angliei și regele Filip al II-lea August al Franței vor participa la Cruciada a treia (1189-1192).
Familia lui Balduin însuși se implicase directîn apărarea Ierusalimului, dat fiind că unchiul său, Filip de Alsacia a murit în Țara Sfântă în 1191 și că bunica sa de mamă se înrudise cu regina Isabella, regină a Ierusalimului din 1190. 
În fața tuturor acestor exemple, Balduin a căutat să continue aceeastă tradiție.
Între timp, mama sa Margareta a încetat din viață în 1194, așa încât tânărul Balduin a devenit automat conte de Flandra. Când a murit li tatăl său, în 1195, el a moștenit și comitatul de Hainaut.

### Balduin, conte de Flandra și de Hainaut
Când Balduin a preluat posesiunea asupra Flandrei, comitatul avea dimensiunile mai reduse decât anterior, ca urmare a faptului că o parte, incluzând Artois, fuseseră cedate de către unchiul său Filip de Alsacie ca dotă sorei lui Balduin, Elisabeta de Hainaut, iar o altă parte consistentă propriei sale soții. Isabelle a murit în 1190, însă regele Franței Filip August a continuat să păstreze dota, în numele fiului său avut cu Isabelle, viitorul rege Ludovic al VIII-lea. Cei 8 ani de domnie a lui Balduin în Flandra au fost dominați de tentative de a recupera părți din aceste teritorii. Pe parcursul acestor dispute cu regele Franței, Balduin s-a aliat cu alți suverani aflați în conflict cu Filip August, precum regii englezi Richard Inimă de Leu și Ioan Fără de Țară sau împăratul Otto al IV-lea de Braunschweig.
În ianuarie 1200, s-a semnat tratatul de la Péronne, în virtutea căruia regele Filip August a restituit comitatului flamand cea mai mare parte din Artois. Doar o lună mai târziu, la 23 februarie 1200, Balduin a luat semnul Crucii pentru a porni în cruciadă, așa încât următorii doi ani au fost dedicați pregătirilor, plecarea către Orient fiind consemnată la 14 aprilie 1202.
Ca parte a efortului său de a-și lăsa stăpânirile în ordine, Balduin a emis două charte pentru comitatul de Hainaut. Una dintre ele a constat într-o versiune detaliată a unui cod criminal, iar cealaltă are în vedere anumite reguli privitoare la chestiunea moștenirilor. Se consideră că acestea ar fi jucat un rol important asupra tradiției legale din Belgia.
La plecare, Balduin a lăsat în urmă o fiică în vârstă de doi ani și o soție însărcinată. Contesa Marie a devenit regentă pentru Flandra și Hainaut, însă la începutul anului 1204 și-a părăsit cei doi copii pentru a se alătura soțului său în Orient. Cei doi sperau să revină în Occident în circa doi ani de zile, însă niciunul dintre ei nu își va mai vedea copiii și pământul natal vreodată. Pe perioada absenței lor, regența a fost asigurată de către fratele mai tânăr al lui Balduin, Filip de Namur (pentru Flandra), care avea și custodia celor două fete, și de către unchiul său Guillaume de Thy (pentru Hainaut).

### Cruciatul Balduin
Pentru acest episod, a se vedea Cruciada a patra.

### Balduin, împărat latin de Constantinopol

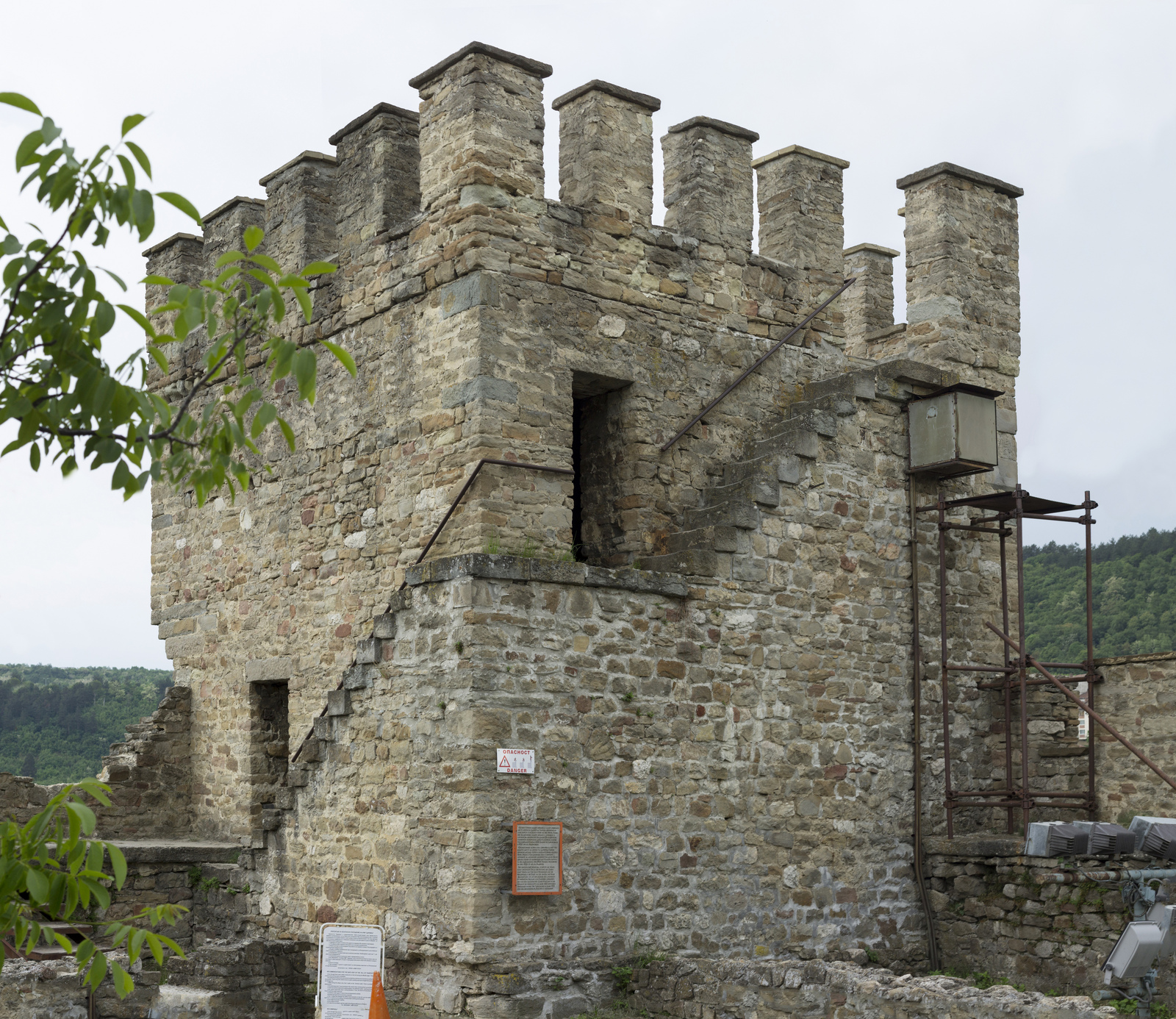
Turnul lui Balduin în castelul Tsarevets din Veliko Tarnovo, Bulgaria

Pentru coroana imperială a noului stat creat în urma căderii Constantinopolului la 1204, alegerea urma să se facă între principalii protagoniști ai cruciadei, Balduin de Flandra și conducătorul numit al cruciadei, marchizul Bonifaciu de Montferrat. În vreme ce Bonifaciu era considerat ca fiind cel mai probabil ales, datorită conexiunilor sale cu curtea bizantină, Balduin avea atuul tinereții, al pioșeniei și al faptului că devenise cel mai popular lider cruciat. Cu sprijinul venețienilor, Balduin a fost ales în data de 9 mai 1204 și încoronat pe 16 mai în Sfânta Sofia, în cadrul unei ceremonii care urma îndeaproape obiceiurile bizantine. În timpul ceremoniei, Balduin purta o bijuterie foarte prețioasă care aparținuse împăratului Manuel I Comnen.
Între timp, soția lui Balduin, Marie, fără a avea cunoștință de aceste evenimente, se îmbarcase către Țara Sfântă. Abia ajunsă la Acra, a aflat de alegerea soțului ei ca împărat la Constantinopol, însă a încetat din viață în august 1204, fără să mai apuce să îl vadă pe acesta.
Imperiul Latin de Constantinopol a fost organizat pe baza principiilor feudale din Europa Occidentală; împăratul se afla în vârful acestei ierarhii, primind părți din teritoriul cucerit. Principala parte care i-a revenit noului împărat consta în orașul Constantinopol, părțile adiacente acestuia atât în partea europeană cât și în cea asiatică, alături de unele districte și de câteva insule (Lemnos, Lesbos, Chios și Tenos).
O bună parte dintre aceste teritorii urma să fie cucerită. În primul rând, se impunea zdrobirea rezistenței pe care populația greacă o opunea în Tracia și să se asigure stăpânirea asupra Salonicului. În cadrul acestei întreprinderi din vara lui 1204, Balduin a intrat în dispută cu Bonifaciu de Montferrat, rivalul său în timpul candidaturii pentru titlul imperial, care în cele din urmă a primit un teritoriu destul de extins în Macedonia, alături de titlul de rege al Salonicului.
Bonifaciu spera să obțină o independență mai largă față împăratul de la Constantinopol, să nu presteze omagiu față de acesta și a opus rezistență față de marșul lui Balduin asupra Salonicului. Controversa dintre cruciații flamanzi și cei lombarzi a agravat această dispută. Balduin a insistat asupra atacării Salonicului, în vreme ce Bonifaciu a supus asediului Adrianopolul, unde Balduin instalase un guvernator. În fața inevitabilului război civil, s-a ajuns la un acord prin medierea dogelui Enrico Dandolo al Veneției și a contelui Ludovic I de Blois. Potrivit acestuia, Bonifaciu primea Salonicul ca fief de la împărat și era numit comandant al forțelor care se pregăteau să întreprindă un marș pentru cucerirea Greciei.

Blazonul Imperiului Latin de Constantinopol.

Pe parcursul iernii dintre 1204 și 1205, cruciații au trecut în Asia, unde au întreprins cucerirea Bitiniei, la care a participat Henric de Hainaut, fratele mai mic al lui Balduin. Însă în februarie 1205, grecii din Tracia s-au revoltat din nou, bucurându-se de sprijinul țarului Ioniță Caloian al Bulgariei și Vlahiei, ale cărui propuneri de alianță fuseseră respinse cu aroganță de către Balduin. Garnizoana cruciată din Adrianopol a fost alungată. Drept urmare, Balduin, împreună cu Enrico Dandolo, Ludovic de Blois și Geoffroi de Villehardouin au pornit în marș pentru a asedia cetatea.
În data de 14 aprilie 1205, trupele cavalerilor cruciați au fost anihilate de către valahi și cumani; contele de Blois a căzut în luptă, iar Balduin a fost capturat de către bulgari (vezi bătălia de la Adrianopol).
Pentru o lungă perioadă, nu s-a știut nimic despre soarta lui Balduin, timp în care fratele său Henric de Hainaut și-a asumat regența Imperiului Latin. Abia în iulie 1206 moartea sa a devenit certitudine. Condițiile în care Balduin a murit nu sunt cunoscute cu exactitate, sursele fiind contradictorii. Se pare că inițial, el a fost bine tratat ca prizonier de către Ioniță Caloian, fiind văzut ca un ostatec de preț, însă ar fi fost apoi sacrificat de către conducătorul bulgar într-un moment de furie a acestuia, probabil ca urmare a pierderii Filipopolului, oraș care a trecut din nou în stăpânirea cruciaților. În conformitate cu o legendă bulgară, Balduin și-ar fi provocat singur pieirea, ca urmare a tentativei sale de a o seduce pe soția lui Caloian. Pe de altă parte, cronicarul bizantin Georgios Akropolites notează că țarul bulgar și-ar fi confecționat o cupă din craniul lui Balduin, după cum procedaseră bulgarii cu împăratul Nichifor I cu aproape 400 de ani înainte.
Alte surse menționează ca Balduin a fost ucis de valahi și cumani în bătălia de la Adrianopol
Oricum s-ar fi petrecut lucrurile, Ioniță Caloian (care primise coroana regală de la Papa Inocențiu al III-lea, i-a raportat suveranului pontif că Balduin a murit în închisoare. În prezent, un turn din forăreața Tsarevets din capitala de atunci a Bulgariei, Veliko Tarnovo, poartă denumirea de "Turnul lui Balduin", presupunându-se că ar fi vorba de turnul în care Balduin ar fi fost întemnițat.

## Familia
Abia în iulie 1206, latinii din Constantinopol aveau certitudinea că împăratul lor nu mai era în viață, așa încât regentul Henric de Hainaut a fost încoronat ca împărat în august, sub numele de Henric I.
În schimb, în Flandra se menținea îndoiala asupra dispariției lui Balduin, drept pentru care celălalt frate al său, Filip de Namur a rămas în poziția de regent și abia într-un final cele două fiice ale lui Balduin, Ioana și Margareta au devenit contese de Flandra.

## Falsul Balduin
20 de ani mai târziu, în 1225, un bărbat a apărut în Flandra având pretenția de a fi Balduin în persoană. Acest fapt a condus la o serie de revolte în Flandra, îndreptate împotriva contesei Ioana aflată la conducerea comitatului. Cei care îl cunoscuseră pe Balduin anterior plecării sale în cruciadă au respins categoric această pretenție, însă uzurpatorul a reușit să atragă mai mulți partizani, în special din rândurile țărănimii. În cele din urmă, dovedindu-se că uzurpatorul nu este decât un servitor burgund, el a fost executat în 1226.